# Pokémon (serie animata)
Pokémon, in giapponese Pocket Monsters (ポケットモンスター?, Poketto Monsutā), è una serie televisiva anime basata sull'omonima saga videoludica, trasmessa dall'emittente giapponese TV Tokyo a partire dal 1997 e distribuita in 74 paesi.
In Giappone, l'anime è composto da sette serie: Pocket Monsters, Pocket Monsters Advanced Generation, Pocket Monsters Diamond & Pearl, Pocket Monsters Best Wishes!, Pocket Monsters XY, Pocket Monsters Sun & Moon e Pocket Monsters (2019). Negli Stati Uniti d'America ed in Europa le serie sono state ulteriormente suddivise in ventisei stagioni.
In Italia debutta il 10 gennaio 2000 su Italia 1, dove rimane fino al 2008. A partire dal 30 marzo 2009 la trasmissione prosegue sul canale satellitare Jetix con l'undicesima stagione (Pokémon Diamante e Perla: Battle Dimension). Le stagioni successive vanno in onda su Disney XD (su Sky), K2 e Boing (sul digitale terrestre).

## Trama

### Serie 1-7
Ash Ketchum è un ragazzo di Biancavilla il cui sogno è quello di diventare il miglior allenatore di Pokémon del mondo. Il giorno del suo decimo compleanno deve recarsi dal Professor Oak per ricevere il suo primo Pokémon ed il Pokédex. Tuttavia giunge in ritardo al laboratorio dello scienziato, che ha già terminato i Pokémon da consegnare agli aspiranti allenatori, ma gli rimane tuttavia un Pikachu. Ash decide di iniziare la sua avventura con quel Pokémon che si rifiuta di entrare nella Poké Ball. Pikachu si dimostra un Pokémon ostinato e, nel tentativo di catturare Pokémon senza ricorrere al suo aiuto, Ash provoca l'ira di alcuni Spearow. Per salvarsi dall'attacco, l'allenatore ruba la bicicletta di Misty, che viene distrutta per errore da Pikachu. Per questo motivo la capopalestra di Celestopoli seguirà Ash nel suo viaggio fino al termine della Conferenza Argento.
La prima palestra che Ash incontra è quella di Brock. Dopo averlo visto lottare, il capopalestra decide di seguire il giovane allenatore per coltivare il desiderio di diventare un allevatore di Pokémon. Seguirà Ash fino a quando, in seguito all'evoluzione del suo Happiny, vorrà diventare un Medico Pokémon e ritornerà nella regione di Kanto. I tre verranno costantemente pedinati da Jessie e James e dal loro inseparabile Meowth. L'obiettivo del trio del Team Rocket è quello di rapire il Pikachu del ragazzo e consegnarlo al loro capo Giovanni, ma senza successo.
Ash ed i suoi amici vengono invitati a raggiungere le Isole Orange per ottenere la Sfera GS dalla Professoressa Ivy. Incantato dalla bellezza della ricercatrice, Brock resta sull'Isola di Valencia come assistente mentre Ash e Misty continuano il loro viaggio. Con l'aiuto di Tracey Sketchit, i due ragazzi riescono a salvare un Lapras che utilizzeranno per visitare l'arcipelago. Una volta vinta la Lega Orange, Lapras torna libero e Ash ritorna a Biancavilla. Dopo una lotta con il suo rivale Gary Oak, Ash, Misty e Brock visiteranno Johto, mentre Tracey, rimarrà a Biancavilla, come assistente del Professor Oak.
Dopo che Misty è ritornata nella sua palestra, Ash e Brock si trovano ad intraprendere il viaggio attraverso Hoenn, accompagnati dai figli del capopalestra Norman Vera e Max. Max è troppo giovane per possedere un Pokémon, mentre Vera ha il sogno di diventare coordinatrice e riceve quindi un Torchic dal Professor Birch. Oltre al Team Rocket, che ha cambiato i suoi Pokémon Arbok e Weezing (che hanno liberato) per Cacnea e Seviper, i protagonisti dovranno affrontare le organizzazioni criminali Team Idro e Team Magma. Il rivale di Vera sarà il coordinatore Drew.
Dopo aver partecipato senza successo alla Lega Pokémon, Ash visita il Parco Lotta nella regione di Kanto. Con l'aiuto di Charizard, Squirtle e Bulbasaur, Ash sconfigge Baldo e gli viene offerta la possibilità di diventare un Asso del Parco Lotta. Il ragazzo rifiuta l'offerta e decide di proseguire il suo viaggio verso Sinnoh dopo essere stato sconfitto dall'Electivire di Gary. Gli unici Pokémon che porta nella nuova regione sono Pikachu ed Aipom.
A Sinnoh incontrerà Lucinda ed il suo Piplup, ottenuto dal Professor Rowan. Anche lei ha il sogno di diventare una coordinatrice come la madre Olga. Tra i rivali del gruppo composto da Ash, Brock e Lucinda si annoverano il loro rivale Paul, Nando, Zoey e i loro nemici come l'infida cacciatrice J ed il Team Galassia composto dal terribile Cyrus e i suoi scagnozzi. I sogni di Ash e Lucinda tuttavia non diventano realtà: il primo viene sconfitto alla Lega di Sinnoh da Tobias, mentre Lucinda non vince il Gran Festival che le viene soffiato da Zoey. Il ragazzo proseguirà da solo alla volta di Unima.
Nella regione di Unima, Ash stringe amicizia con Iris, una ragazza che sogna di diventare Maestro Drago, ed il suo Axew. Il posto di Brock sarà preso dall'intenditore di Pokémon Spighetto che abbandona la palestra di Levantopoli per seguire Ash. Nel loro viaggio incontreranno numerosi allenatori tra cui Diapo e Belle, che parteciperanno alla Lega di Unima. In seguito i ragazzi si troveranno ad affrontare il Team Plasma. Sventata la minaccia dell'organizzazione criminale, dopo un breve viaggio attraverso le Isole Cristalline, Ash viene convinto da Alexia a partire da Kanto per visitare la regione di Kalos.
A Kalos incontra Lem e sua sorella Clem, che si uniranno a lui nel suo viaggio alla conquista delle otto medaglie che gli consentiranno l'accesso alla Lega Pokémon locale. Al gruppo si aggiungerà anche Serena, una giovane Performer Pokémon che Ash aveva già conosciuto anni prima durante un campo estivo gestito dal Professor Oak. Nel corso del loro viaggio i quattro amici si ritroveranno a viaggiare con Mollicino, un Nucleo di Zygarde in fuga dal Team Flare e Ash svilupperà un'accesa rivalità con Tierno, Trovato, Sandro e Alan. Proprio contro quest'ultimo, il ragazzo di Biancavilla perderà l'incontro nella finale della Lega di Kalos, classificandosi al secondo posto. Subito dopo la cerimonia di chiusura della Lega, il Team Flare attacca la città di Luminopoli con lo scopo di conquistare la regione di Kalos servendosi del potere di Zygarde (che controllano grazie ad una macchina), ma Ash e i suoi amici riusciranno a sconfiggere il leader dell'organizzazione criminale, Elisio, sventando la minaccia. Poco dopo, il ragazzo farà ritorno nella regione di Kanto separandosi dai suoi amici.
Un giorno, Ash e sua madre Delia, vincono una vacanza nella regione tropicale di Alola. Qui Ash incontra Manuel Oak, cugino del Professor Oak, nonché preside della Scuola di Pokémon dell'Isola Mele Mele; e il Professor Kukui, uno degli insegnanti della stessa scuola. Al termine della vacanza, Ash decide di fermarsi ad Alola e di frequentare la scuola, vivendo a casa del Professor Kukui. Il ragazzo inoltre riceve un Cerchio Z da parte del Pokémon protettore Tapu Koko e decide di intraprendere il Giro delle Isole, un rito a cui si sottopongono i giovani allenatori della regione di Alola che consiste nel sostenere una serie di prove che, se superate con successo, consentono di ottenere i preziosi Cristalli Z, strumenti indispensabili per attivare le potenti Mosse Z. Alla Scuola di Pokémon, Ash fa amicizia con Lylia, Ibis, Suiren, Chrys e Kawe, i suoi compagni di classe. Con loro, il giovane allenatore di Biancavilla, formerà una speciale task force soprannominata "gli Ultraprotettori", il cui scopo è quello di catturare le Ultracreature che si sono smarrite nel mondo Pokémon e liberarle nell'Ultramondo per mantenere la sicurezza nella regione di Alola. Dopo aver terminato il Giro delle Isole e sconfitto tutti i Kahuna di Alola, Ash partecipa e vince la prima Lega Pokémon della regione sconfiggendo prima il suo rivale Iridio in finale, e in seguito il Professor Kukui e Tapu Koko in un match d'esibizione conclusivo della Lega. Dopo il suo trionfo, Ash lascia i Pokémon catturati ad Alola alle cure del Professor Kukui e fa ritorno a Biancavilla, separandosi dai suoi compagni di scuola. 
Ash e il suo nuovo amico Goh viaggiano in ognuna delle otto regioni come ricercatori del Professor Cerasa. Nel frattempo, Ash gareggia nel Campionato Mondiale per l'Incoronazione, un torneo organizzato per decidere l'allenatore più forte del mondo con lo scopo di battere Dandel, il campione della regione di Galar e attuale monarca, mentre Goh tenta di catturare tutti i Pokémon, incluso Mew, e successivamente prende parte a missioni di prova di un progetto di ricerca chiamato "Progetto Mew" per trovare quest'ultimo. Ash sconfigge Dandel nel round finale del Torneo degli Otto Professionisti al Torneo Mondiale per l'Incoronazione e diventa il nuovo monarca. Goh e gli altri membri del Progetto Mew viaggiano verso l'Isola Faraway, dove incontrano Mew e Goh fa amicizia con lui invece di catturarlo. Una volta raggiunti gli obiettivi, Ash e Goh prendono strade diverse.
Ash riprende il suo viaggio con Pikachu, ma lungo la strada si riuniscono con Misty e Brock e decidono di viaggiare di nuovo con loro. Dopo aver viaggiato per un po', Ash, Brock e Misty tornano alle loro case. Quindi, Ash decide di viaggiare di nuovo per incontrare e fare amicizia con nuovi Pokémon al fine di raggiungere il suo obiettivo di diventare un maestro di Pokémon.

### Serie 8
Liko, una ragazza della regione di Paldea, che indossa un ciondolo misterioso, e Roy, un ragazzo della regione di Kanto che possiede una misteriosa Pokéball antica, si uniscono ai Locomonauti e la loro avventura ha inizio. Il misterioso ciondolo si trasforma in un Pokémon chiamato Terapagos, i Locomonauti vengono a conoscenza di Lucius e decidono di trovare i suoi sei Pokémon conosciuti come i "Sei Eroi".

## Produzione

Francobolli emessi dalle poste giapponesi dedicati all'anime Pokémon (questa immagine è dedicata alla seconda serie Advanced Generation).

Visto l'immediato successo dei videogiochi Pokémon Rosso e Blu, pubblicati in Giappone il 27 febbraio 1996, nel 1997 Game Freak e Nintendo iniziarono a pensare a un possibile adattamento anime della serie. Intanto le due compagnie erano già al lavoro su quelli che sarebbero diventati i sequel dei due giochi: Pokémon Oro e Argento, e il produttore Tsunekazu Ishihara era convinto che per garantire successo ai due titoli l'adattamento anime si sarebbe dovuto evitare. Avendo appreso infatti che la durata media di una serie televisiva tratta da un videogioco era compresa tra i sei mesi e un anno, si correva il rischio che l'anime finisse ancor prima dell'uscita dei videogiochi, perdendo l'occasione per un possibile traino. Infine alla serie venne dato comunque il via libera, e il 1º aprile 1997 andò in onda il primo episodio.
Il nome originale del protagonista della serie, Satoshi, deriva da Satoshi Tajiri il creatore della serie Pokémon, mentre il nome del rivale Shigeru è un omaggio a Shigeru Miyamoto prolifico autore Nintendo e mentore di Tajiri nel delicato periodo di sviluppo di Pokémon Rosso e Blu. Quando i realizzatori dell'anime richiesero un Pokémon specifico da far emergere come protagonista e mascotte della serie, Nintendo propose Pikachu, creatura relativamente popolare rispetto alle altre e dall'aspetto rassicurante, che avrebbe potuto accontentare e attirare un pubblico sia maschile che femminile. Pikachu divenne così il primo Pokémon di Satoshi e l'unico a seguirlo in tutti i suoi viaggi, ottenendo una vasta popolarità.
Originariamente l'anime era stato previsto per una durata di 18 mesi, tuttavia al termine di questo periodo l'interesse per la serie in Giappone e in Occidente non era affatto diminuito. La stessa Nintendo, dopo l'uscita di Pokémon Oro e Argento, si rese conto che per garantire continuità al franchise l'anime avrebbe dovuto proseguire, andando di pari passo con la periodica produzione di lungometraggi a tema Pokémon.

## Trasmissione
Pokémon è stato raggruppato in Giappone in serie distinte, che corrispondono ad una o più generazioni dei videogiochi della saga. Al momento sono state trasmesse sei serie intere: 
- Pocket Monsters (ポケットモンスター?), anche conosciuta come "serie originale", che comprende la prima e la seconda generazione;
- Pocket Monsters Advanced Generation (ポケットモンスターアドバンスジェネレーション?), che tratta la terza;
- Pocket Monsters Diamond & Pearl (ポケットモンスター ダイヤモンド＆パール?), la quarta;
- Pocket Monsters Best Wishes! (ポケットモンスター ベストウイッシュ?), la quinta,
- Pocket Monsters XY (ポケットモンスター ＸＹ?), la sesta,
- Pocket Monsters Sun & Moon (ポケットモンスター サン＆ムーン?), la settima,
- Pocket Monsters (2019) (ポケットモンスター (2019)?), serie dedicata ai videogiochi della ottava generazione.

Una nuova serie, che prende il nome di Pocket Monsters (2023) (ポケットモンスター (2023)?), basata sugli eventi dei giochi di nona generazione della serie principale Pokémon, va in onda dal 14 aprile 2023.
A loro volta queste serie giapponesi sono suddivise al loro interno in stagioni, che segnalano eventuali cambi di ambientazione all'interno della stessa serie. Pocket Monsters comprende quindi le tre stagioni Pocket Monsters Sekiei League (ポケットモンスター セキエイリーグ?), che narra delle avventure di Ash a Kanto; Pocket Monsters Orange Islands (ポケットモンスター オレンジ諸島編?), ambientata nell'omonimo arcipelago; e Pocket Monsters Gold and Silver (ポケットモンスター 金銀編?), comprensiva degli episodi di Johto. La quarta serie, Best Wishes!, è suddivisa invece in Pocket Monsters Best Wishes! (ポケットモンスター ベストウイッシュ?), Pocket Monsters Best Wishes Season 2 (ポケットモンスター ベストウイッシュ シーズン2?), Pocket Monsters Best Wishes Season 2 Episode N (ポケットモンスター ベストウイッシュ シーズン2 エピソードN?) e Pocket Monsters Best Wishes Season 2 Decolora Adventure! (ポケットモンスター ベストウイッシュ シーズン２ デコロラアドベンチャー！?), mentre la serie XY, basata sugli eventi di sesta generazione, è suddivisa rispettivamente in Pocket Monsters XY (ポケットモンスターＸＹ?) e Pocket Monsters XY&Z (ポケットモンスターＸＹ＆Ｚ?).
L'anime è trasmesso a cadenza settimanale e in modo continuo sul canale TV Tokyo a partire dal 1º aprile 1997, senza che vi sia un'interruzione tra la fine di una serie e l'inizio di quella successiva, che vengono identificate semplicemente dal cambio di logo. 
Nel dicembre 1997, a seguito della messa in onda dell'episodio Dennō senshi Porygon (でんのうせんしポリゴン? lett. "Soldato elettrico Porygon", internazionalmente noto come Electric Soldier Porygon), che in Giappone causò una serie di convulsioni e di crisi epilettiche in un gran numero di telespettatori (evento noto come Pokémon Shock), la trasmissione dell'anime fu sospesa a tempo indeterminato. La serie tornò in onda a partire dal 16 aprile 1998, ben quattro mesi dopo.
Nell'aprile 2020 la trasmissione della serie è stata nuovamente sospesa a tempo indeterminato a causa della pandemia di COVID-19 in Giappone e delle conseguenti misure di prevenzione da essa derivate come il distanziamento sociale e l'autoisolamento, che hanno determinato un rallentamento dei lavori su innumerevoli produzioni animate in territorio nipponico. Dopo circa un mese e mezzo, il 31 maggio 2020, l'account ufficiale Twitter dedicato alla serie comunica che la trasmissione degli episodi avrebbe ripreso regolarmente il 7 giugno 2020. 

### Edizione italiana
Un'edizione italiana della serie anime è stata curata da Mediaset che ne ha trasmesso le prime dieci stagioni occidentali su Italia 1 dal 2000 al 2008. Il doppiaggio è stato affidato alla Merak Film sotto la direzione di Federico Danti. L'adattamento dei dialoghi dell'edizione italiana della prima fase è stato effettuato da Alfredo Danti (stagione 1), Antonella Marcora (stagioni 1-10), Sergio Romanò (stagione 1), Cristina Robustelli (stagioni 2-3 e 9-10), Maria Teresa Letizia (stagioni 3 e 5), Benedetta Brugia (stagione 4), Paola Bonomi (stagione 5), Marcello Cortese (stagione 6), Laura Brambilla (stagioni 6-10), Achille Brambilla (stagione 7), Francesca Bielli (stagione 8), Paola Zampolli (stagione 9), Francesca Ioele (stagioni 9 e 10) e Nadia Zurlo (stagione 10).
A partire dall'undicesima stagione, in concomitanza con il mancato rinnovo dei diritti da parte di Mediaset, l'adattamento italiano della serie è passato a direttamente alla branca statunitense di The Pokémon Company, The Pokémon Company International, che ne ha affidato il doppiaggio allo Studio Asci. Questa edizione mantiene gran parte del cast precedente di Merak Film. La trasmissione è ripresa dal 2009 sui canali Jetix e K2. Lo Studio Asci ha anche annunciato di voler ridoppiare le prime stagioni, utilizzando il nuovo cast, nuovi dialoghi e nuovi titoli, per mantenersi più coerente alla versione statunitense e alla terminologia consolidata del franchise. Alla fine è stata ridoppiata solo una parte della prima serie giapponese (corrispondente alle prime cinque stagioni occidentali) e trasmessa per la prima volta su K2 dal 2014. Dal 2013, a partire dalla sedicesima stagione, il doppiaggio è stato affidato alla SDI Media. In questa seconda fase, l'adattamento dei dialoghi è stato curato da Antonella Marcora (stagioni 12, 14 e 15), Laura Brambilla (stagioni 11-13), Laura Distretti (stagioni 12-13), Felice Invernici (stagioni 12 e dalla 16 in poi), Gabriella Fantini (stagioni 12, 14 e 15), Alice Bongiorni (stagione 12), Ilaria Orlando (stagioni 14 e 15), Francesca Vignatti (stagione 16), Roberto Padovani (stagione 17), Laura Di Terlizzi (ridoppiaggio), Laura Montinaro (stagioni 20-21),  Paola Gallo (ridoppiaggio e dalla stagione 13 in poi) e Chiara Vacchini (ridoppiaggio).
La serie Orizzonti Pokémon viene trasmessa su Boing a partire da febbraio 2024.

### Censure
Alcuni episodi della serie sono stati censurati in Giappone o nel resto del mondo.
L'episodio 35, intitolato Miniryū no densetsu (ミニリュウのでんせつ? lett. "La leggenda di Dratini"), è stato censurato negli Stati Uniti e in Italia per l'uso da parte del guardiano della Zona Safari di armi da fuoco, puntate contro i protagonisti e i membri del Team Rocket. Nell'episodio, Ash cattura trenta Tauros, i quali vengono mostrati anche in episodi successivi ma la cui provenienza, a causa dell'omissione dell'episodio in Occidente, rimane incomprensibile.
L'episodio Soldato Elettrico Porygon, non è stato più replicato e mai pubblicato in home video a seguito del Pokémon shock.
Gli episodi Vacanze ad Acapulco, La leggenda di Dratini, Soldato Elettrico Porygon, La Via Gelata!, Battaglia nell'Isola Sismica! Barboach contro Whiscash!!, Ash e Vera! Battaglie infuocate ad Hoenn!!, Ash e Lucinda! Fronteggiando una nuova avventura!!, Le creature misteriose, Pokémon!, Team Rocket contro Team Plasma! (prima parte), Team Rocket contro Team Plasma! (seconda parte),  Ash e Passimian! Touchdown di Un'Amicizia!! e Chloe ed Evee - il miracolo dell'evoluzione non sono mai stati trasmessi nell'edizione italiana.